# Conghua
Conghua, léase: Sson-Juá (en chino: 从化市, pinyin: Cónghuà shì, también: Tsungfa en cantonés) es una ciudad-municipio  bajo la administración directa de la ciudad-subprovincia de Guangzhou. Se ubica cerca de la Presa Liuxihe en la provincia de Cantón, República Popular China. Su área es de 1975 km² (la más grande) y su población es de 550.000 (98% han).

## Administración
La ciudad Conghua se divide en 3 subdistritos y 5 poblados.
| Nombre       | Chino    | Pinyin           |
| ------------ | -------- | ---------------- |
| S. Jiekou    | 街口街道 | Jiēkǒu Jiēdào    |
| S. Chengjiao | 城郊街道 | Chéngjiāo Jiēdào |
| S. Jiangbu   | 江埔街道 | Jiāngbù Jiēdào   |
| Wenquan      | 温泉镇   | Wēnquán Zhèn     |
| Liangkou     | 良口镇   | Liángkǒu Zhèn    |
| Lütian       | 吕田镇   | Lǚtián Zhèn      |
| Taiping      | 太平镇   | Tàipíng Zhèn     |
| Aotou        | 鳌头镇   | Áotóu Zhèn       |

## Clima
Debido a su posición geográfica,los patrones climáticos en la siguiente tabla son los mismos de Cantón.
| Parámetros climáticos promedio de Conghua (1971–2000) | Parámetros climáticos promedio de Conghua (1971–2000) | Parámetros climáticos promedio de Conghua (1971–2000) | Parámetros climáticos promedio de Conghua (1971–2000) | Parámetros climáticos promedio de Conghua (1971–2000) | Parámetros climáticos promedio de Conghua (1971–2000) | Parámetros climáticos promedio de Conghua (1971–2000) | Parámetros climáticos promedio de Conghua (1971–2000) | Parámetros climáticos promedio de Conghua (1971–2000) | Parámetros climáticos promedio de Conghua (1971–2000) | Parámetros climáticos promedio de Conghua (1971–2000) | Parámetros climáticos promedio de Conghua (1971–2000) | Parámetros climáticos promedio de Conghua (1971–2000) | Parámetros climáticos promedio de Conghua (1971–2000) |
| Mes                                                   | Ene.                                                  | Feb.                                                  | Mar.                                                  | Abr.                                                  | May.                                                  | Jun.                                                  | Jul.                                                  | Ago.                                                  | Sep.                                                  | Oct.                                                  | Nov.                                                  | Dic.                                                  | Anual                                                 |
| ----------------------------------------------------- | ----------------------------------------------------- | ----------------------------------------------------- | ----------------------------------------------------- | ----------------------------------------------------- | ----------------------------------------------------- | ----------------------------------------------------- | ----------------------------------------------------- | ----------------------------------------------------- | ----------------------------------------------------- | ----------------------------------------------------- | ----------------------------------------------------- | ----------------------------------------------------- | ----------------------------------------------------- |
| Temp. máx. media (°C)                                 | 18.3                                                  | 18.5                                                  | 21.6                                                  | 25.7                                                  | 29.3                                                  | 31.5                                                  | 32.8                                                  | 32.7                                                  | 31.5                                                  | 28.8                                                  | 24.5                                                  | 20.6                                                  | 26.3                                                  |
| Temp. mín. media (°C)                                 | 10.3                                                  | 11.7                                                  | 15.2                                                  | 19.5                                                  | 22.7                                                  | 24.8                                                  | 25.5                                                  | 25.4                                                  | 24.0                                                  | 20.8                                                  | 15.9                                                  | 11.5                                                  | 18.9                                                  |
| Lluvias (mm)                                          | 40.9                                                  | 69.4                                                  | 84.7                                                  | 201.2                                                 | 283.7                                                 | 276.2                                                 | 232.5                                                 | 227.0                                                 | 166.2                                                 | 87.3                                                  | 35.4                                                  | 31.6                                                  | 1736.1                                                |
| Días de lluvias (≥ 0.1 mm)                            | 7.5                                                   | 11.2                                                  | 15.0                                                  | 16.3                                                  | 18.3                                                  | 18.2                                                  | 15.9                                                  | 16.8                                                  | 12.5                                                  | 7.1                                                   | 5.5                                                   | 4.9                                                   | 149.2                                                 |
| Horas de sol                                          | 118.5                                                 | 71.6                                                  | 62.4                                                  | 65.1                                                  | 104.0                                                 | 140.2                                                 | 202.0                                                 | 173.5                                                 | 170.2                                                 | 181.8                                                 | 172.7                                                 | 166.0                                                 | 1628.0                                                |
| Humedad relativa (%)                                  | 72                                                    | 78                                                    | 82                                                    | 84                                                    | 84                                                    | 84                                                    | 82                                                    | 82                                                    | 78                                                    | 72                                                    | 66                                                    | 66                                                    | 77.5                                                  |
| Fuente: China Meteorological Administration           |                                                       |                                                       |                                                       |                                                       |                                                       |                                                       |                                                       |                                                       |                                                       |                                                       |                                                       |                                                       |                                                       |